# 沙特拉

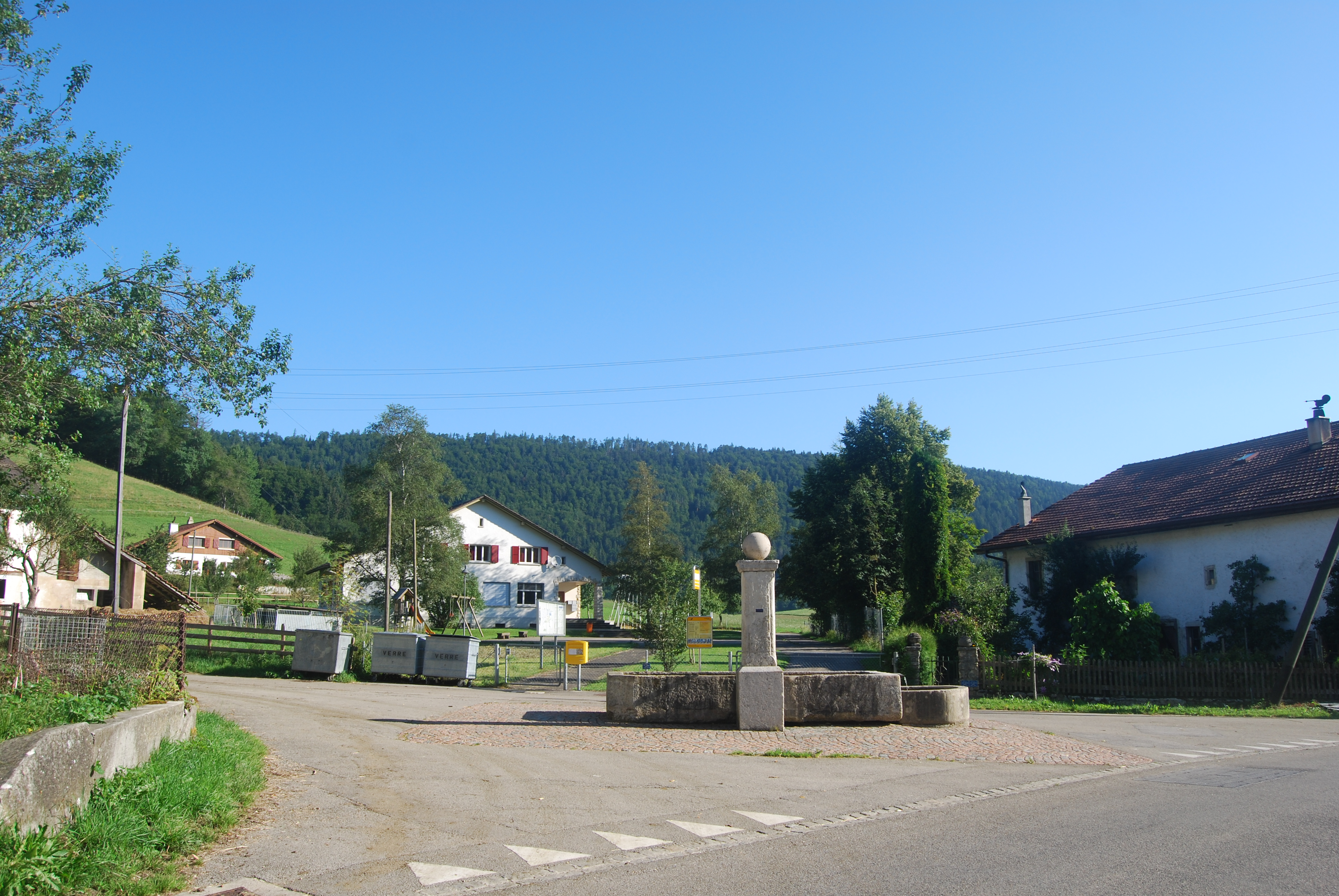

沙特拉（法語：Châtelat，法語發音：[ʃatla]）是瑞士的城鎮，位於該國中部，由伯恩州負責管轄，面積4.15平方公里，海拔高度802米，2011年人口111，二成半人口信奉基督教，人口密度每平方公里27人。

## 外部連結
- https://web.archive.org/web/20070311081708/http://www.chatelat.ch/ （法文）